# Tatouage (film, 1966)
Pour les articles homonymes, voir Tatouage (homonymie).
Pour plus de détails, voir Fiche technique et Distribution.
Tatouage (刺青, Irezumi) est un film japonais réalisé par Yasuzō Masumura, sorti en 1966 et inspiré des nouvelles Le Tatouage et Le Meurtre d’O-Tsuya de Jun'ichirō Tanizaki parues respectivement en 1910 et 1915.

## Synopsis
Fuyant son père et sa famille entière parce que ces derniers n'ont pas voulu accepter la relation amoureuse improbable qu'elle entretient avec un simple commis, Otsuya trouve refuge chez un ami, le dénommé Gonji. La jeune femme et son amant vont alors connaître les pires mésaventures qui soient : Gonji tentera en effet d'abuser d'Otsuya et de faire assassiner le naïf apprenti. Dans le même temps le prétendu ami de la famille empochera l'argent donné par les parents pour rechercher Otsuya et pour finir vendra Otsuya à une maison de geishas pour une belle somme d'argent. Otsuya humiliée, restera toujours rebelle et revendicative. Mais surtout, à partir du jour où un mystérieux tatoueur lui gravera une araignée dévoreuse à même le dos, Otsuya se révélera être une véritable prêtresse vengeresse et le plus bel ange exterminateur qui soit.

## Fiche technique
- Titre : Tatouage
- Titre original : 刺青 (Irezumi?)
- Réalisation : Yasuzō Masumura
- Scénario : Kaneto Shindō, d'après la nouvelle Le Tatouage de Jun'ichirō Tanizaki, parue en novembre 1910 dans la revue Shinshichō (新思潮?)
- Production : Hiroaki Fujii
- Société de production : Daiei
- Musique : Hikaru Hayashi
- Photographie : Kazuo Miyagawa
- Montage : Kanji Suganuma
- Pays d'origine : Japon
- Langue originale : japonais
- Format : couleur - 2,35:1 - son mono - 35 mm
- Genre : drame
- Durée : 86 minutes[1]
- Dates de sortie :
  - Japon : 15 janvier 1966[1]
  - France : 22 décembre 2004

## Distribution
- Ayako Wakao : Otsuya
- Akio Hasegawa : Shinsuke
- Gaku Yamamoto : le tatoueur Seikichi
- Kei Satō : Hatamoto Serizawa
- Reiko Fujiwara : Otaki
- Kikue Mōri : la mère de Shinsuke
- Fujio Suga : Kenji
- Asao Uchida : Tokubei